# Oberelsbach
Oberelsbach település Németországban, azon belül Bajorországban. Lakosainak száma 2661 fő (2023. december 31.).

## Népesség
A település népessége az elmúlt években az alábbi módon változott:
| Lakosok száma | 994  | 1538 | 2003 | 2871 | 2757 | 2679 | 2676 | 2660 | 2658 | 2661 |
|               | 1875 | 1950 | 1975 | 1987 | 2012 | 2014 | 2016 | 2017 | 2021 | 2023 |